# Dorygnathus
Dorygnathus (hrv. "čeljust-koplje") bio je rod pterosaura koji je tijekom ranog perioda jure, prije 180 milijuna godina, nastanjivao područje današnje Europe, koje je tada bilo pokriveno plitkim morem. Imao je kratak raspon krila od 1,5 m i relativno malenu trokutnu prsnu kost, za koju su se vezivali letni mišići. Lubanja mu je bila duga, a očne šupljine bile su najveći otvori na njoj. Na prednjem dijelu čeljusti imao je velike zakrivljene očnjake koji nisu dolazili u kontakt kada je čeljust bila zatvorena, dok je u zadnjem dijelu čeljusti imao manje, ravnije zube. Posjedovanje različitih zuba, što se naziva heterodontija, vrlo je rijetko kod gmazova, ali je česta pojava kod primitivnih pterosaura. Takvi zubi kod Dorygnathusa ukazuju na ishranu ribama. Peti prst na zadnjim udovima kod Dorygnathusa bio je neobično dug i usmjeren prema van. Njegova funkcija nije sigurno utvrđena, ali možda je podržavao membranu poput one između prstiju krila i pteroidne kosti. Dorygnathus je, prema Davidu Unwinu, bio u srodstvu s kasnojurskim pterosaurom, Rhamphorhynchusom, te je živio u isto vrijeme kada i Campylognathoides u Holzmadenu i Ohmdenu.

## Otkriće
Prvi ostaci Dorygnathusa, izolirane kosti i fragmenti čeljusti iz donje jure (toarcij), otkriveni su u škriljcu Posidonija (zamak Banz, Bavarska), a 1830. ih je Carl Theodori opisao kao Ornithocephalus banthensis, gdje se naziv vrste odnosi na Banz. Holotipni primjerak, donja čeljust, ima oznaku PSB 757. Te fosile je Christian Erich Hermann von Meyer pregledao 1831. godine, a potom ih je 1852. istražio Theodori, koji ih je priključio rodu Rhamphorhynchus. U to je vrijeme pretpostavljana bliska srodnost s jednim pterosaurom iz Britanije, koji je kasnije dobio naziv Dimorphodon. Neki su fosili poslani profesoru paleontologije u Münchenu, Johannu Andreasu Wagneru. On je bio taj koji je, nakon što je istražio nova otkrića Alfreda Oppela 1856. i 1858. godine, te nakon što je Richard Owen stvorio rod Dimorphodon, zaključio da je njemački tip očito bio drugačiji i da prema tome za njega treba uspostaviti novi rod, koji je on 1860. formalno nazvao Dorygnathus, od grč. dory ("koplje") i gnathos ("čeljust"). Na drugim njemačkim lokalitetima, naročito u Württembergu (uključujući i Holzmaden, Ohmden i Zell), od tada su pronađeni mnogo potpuniji ostaci. Jedan primjerak, SMNS 81840, 1878. je iskopan u Nancyju (Francuska). Fosili Dorygnathusa su se također vrlo često mogli naći u otpadnom materijalu nastalom prilikom iskopavanja škriljačnih kamenoloma od strane lokalnih poljoprivrednika. Većina fosila je pronađena u dva glavna vala: tijekom dvadesetih i tijekom osamdesetih godina 20. stoljeća. Od tada se stopa otkrića znatno smanjila, zato što se potražnja za škriljcem doživjela veliki pad, pa su stoga mnogi manji kamenolomi zatvoreni. Do sada je prikupljeno preko pedeset primjeraka, a mnogi od njih čuvaju se u zbirci Državnog prirodoslovnog muzeja u Stuttgartu, jer su prema zakonu paleontološki ostaci iz Baden-Württemberga vlasništvo te njemačke regije. Odlična očuvanost kasnije otkrivenih fosila Dorygnathusa izazvala je veliki interes znanstvenika koji proučavaju pterosaure: Felix Plieninger, Gustav von Arthaber i Kevin Padian su toj vrsti posvetili značajna istraživanja.

## Opis
Dorygnathus općenito ima građu primitivnog, tj. nepterodaktiloidnog pterosaura: kratak vrat, dug rep i kratke kosti zapešća — iako su za primitivnog pterosaura vrat i kosti zapešća Dorygnathusa, opet, relativno dugi. Lubanja mu je bila izdužena i šiljasta. Najveća poznata lubanja, kod fosilnog nalaza MBR 1920.16, ima dužinu od 16 cm. Očna šupljina formira najveći otvor u lubanji, veći i od fenestra antorbitalis, koji je jasno odvojen od nosnica. Na relativno ravnom vrhu lubanje i njuške ne postoji vidljiva kresta. Donja čeljust je tanka u zadnjem dijelu, ali dublja prema prednjem, gdje su lijeva i desna strana simfizom spojene u bezub vrh po kojem je Dorygnathus i dobio naziv. Kod MBR 1920.16 donja čeljust ima dužinu od 147 mm.
U donjoj su čeljusti prva tri para zuba bila vrlo duga, oštra i usmjerena prema naprijed i van. U kontrastu su s redom od osam ili više uspravnih, mnogo manjih zuba, koji se prema zadnjem dijelu čeljusti postupno smanjuju. Takav ekstremni kontrast nije vidljiv u gornjoj čeljusti, iako su četiri zuba u predmaksilarnoj kosti ipak duža od sedam u maksilarnoj, koji se također postupno smanjuju prema stražnjem dijelu čeljusti. Sveukupan broj zuba je barem 44. Dugi prednji zubi gornje i donje čeljusti preplitali su se kada je čeljust bila zatvorena; zbog velike su dužine pri tome znatno stršili iznad i ispod gornjeg i donjeg ruba glave.
Prema Padianu, Dorygnathus je imao osam vratnih, 14 leđnih, tri-četiri križna i 27 ili 28 repnih kralježaka. Broj repnih kralježaka nije sigurno utvrđen, zato što su njihovi rubovi nejasni zbog dugih, nitastih produžetaka koji su ukrućivali rep. Vratni kralješci su prilično dugi i snažno građeni, a njihova gornja površina imala je otprilike četvrtast presjek. Oni su nosili tanka vratna rebra s dvostrukim "glavama". Prsni kralješci bili su više kružni, s ravnim rebrima; prva tri ili četiri nosila su rebra koja su dodirivala rebra prsne kosti; ostala rebra bila su u dodiru s trbušnim rebrima. Prvih pet-šest relativno kratkih repnih kralježaka formirali su pokretljivu osnovu repa. Dalje od njih je rep postajao sve manje pokretan jer su kralješci bili dulji i imobilizirani isprepletenim produžecima, koji su dostizali dužinu od čak 5 kralježaka, te je zbog toga rep mogao imati funkciju kormila.
Prsna kost bila je trokutnog oblika i relativno malena; Padian je predložio da je na zadnjem dijelu možda imala hrskavičavo proširenje. Povezana je s korakoidnom kosti, koja je kod starijih jedinki srasla s duljom lopaticom, formirajući rameni spoj u obliku sedla. Ramena kost ima trokutnu deltopektoralnu krestu i pneumatizirana je. Podlaktica je za 60% dulja od nadlaktice. Iz pet kostiju pešća prema vratu strši kratka, ali snažna pteroidna kost, koja je predstavljala osnovu dodatne membrane za let s nazivom propatagium. Prve tri kosti zapešća povezane su s tri malena prsta, na čijim su se krajevima nalazile kratke, ali snažno zakrivljene kandže; četvrta kost zapešća nastavljala se prstom krila, kod kojeg su druga ili treća kost bile najdulje, a prva ili četvrta kost najkraće. Prst krila bio je osnova letne membrane.
U području zdjelice su os ilii, os ischii i preponska kost bile srasle. Os ilii je izdužena, s dužinom od 6 kralježaka. Potkoljenica, kod koje su kod odraslih jedinki donje dvije trećine goljenične i lisne kosti srasle, je za trećinu kraća od bedrene kosti, čija glava stoji pod uglom od 45° sa svojom osi.
Kod nekih se primjeraka očuvalo meko tkivo, ali to su rijetki slučajevi s ograničenim materijalom, koji pruža vrlo malo informacija. Nije poznato da li je postojala neka struktura na kraju repa kao kod Rhamphorhynchusa. Međutim, Ferdinand Broili zabilježio je prisutnost dlaka kod primjerka BSP 1938 I 49, što je pokazatelj da je Dorygnathus također imao krzno i povišen metabolizam, kako se pretpostavlja da je bio slučaj kod svih pterosaura.

## Paleobiologija
Obično se smatra da je Dorygnathus bio ribojed, koji je pomoću svojih dugih zuba lovio ribe i druge skliske morske životinje. To potvrđuje činjenica da su njegovi ostaci pronađeni u morskim sedimentima, nataloženim u morima europskog arhipelaga. Tu je, zajedno s njim, pronađen i pterosaur Campylognathoides, iako mnogo rjeđe. Nikada nisu pronađene vrlo mlade jedinke Dorygnathusa, najmanja je imala raspon krila od 60 cm; moguće je da nisu mogli letjeti daleko, preko otvorenog mora. Padian je zaključio da je Dorygnathus, nakon izrazito brzog rasta tijekom prvih nekoliko godina, bržeg nego kod bilo kojeg današnjeg gmaza te veličine, nastavljao polako rasti čak i nakon spolne zrelosti, zbog čega bi postojale vrlo velike jedinke, s rasponom krila od 1,7 metara.
Dorygnathus na tlu vjerojatno nije bio vrlo dobar penjač; njegove kandže nisu imale posebne prilagodbe takvoj vrsti kretanja. Prema Padianu Dorygnathus je, kao malen pterosaur s dugim repom, bio sasvim sposoban za dvonožno kretanje, iako su ga njegove duge kosti zapešća činile bolje prilagođenim četveronožnom kretanju od većine primitivnih pterosaura. Međutim, većina današnjih znanstvenika smatra da su se svi pterosauri kretali na sve četiri noge.

## Dorygnathus mistelgauensis
Rupert Wild je 1971. opisao i imenovao još jednu vrstu, Dorygnathus mistelgauensis, na temelju primjerka prikupljenog u jednoj jami za opeku u blizini željezničke stanice u općini Mistelgau (po kojoj je i dobio naziv); primjerak je pronašao učitelj H. Herppich, te ga donirao privatnoj zbirci lokalnog paleontologa amatera Günthera Eickena u Bayreuthu, gdje se taj primjerak i dalje nalazi. Iz tog razloga on nema službeni identifikacijski broj. Taj se fosil sastoji od lopatice s krilom, nepotpune noge, rebra i jednog repnog kralješka. Wild je opravdao stvaranje nove vrste veličinom tog primjerka, jer je on oko 50% veći od uobičajenih, te kratkom potkoljenicom i dugim krilom.
Padian je 2008. istakao da najveći poznati primjerak D. banthensis, MBR 1977.21, ima raspon krila od 169 cm i još veću sveukupnu veličinu, da su proporcije krila i potkoljenice kod vrste D. banthensis vrlo varijabilne, te da je geološka starost obiju vrsta komparabilna. Zaključio je da je D. mistelgauensis subjektivan mlađi sinonim vrste D. banthensis.

## Filogenija
Bliskost između Dorygnathusa i Dimorphodona, koju su pretpostavili rani istraživači, većinom se temeljila na sličnom obliku njihovih zuba. Baron Franz Nopcsa je 1928. priključio tu vrstu potporodici Rhamphorhynchinae, što je Peter Wellnhofer potvrdio 1978. godine. Moderne precizne kladističke analize srodstva Dorygnathusa s drugim pterosaurima nisu rezultirale koncenzusom. David Unwin 2003. zaključio da on pripada kladusu Rhamphorhynchinae, ali analize Alexandera Kellnera rezultirale su mnogo primitivnijom pozicijom na evolutivnom stablu, ispod Dimorphodona i Peteinosaurusa. Padian je 2008. godine, koristeći komparativnu metodu, zaključio da je Dorygnathus bio u bliskom srodstvu s rodovima Scaphognathus i Rhamphorhynchus, ali i da su te tri vrste formirale niz uzastopnih ogranaka, što znači da ih je nemoguće ujediniti u odvojeni kladus. S time su opet u kontradikciji rezultati kladističkog istraživanja koje je Brian Andres proveo 2010. godine, u kojem se pokazalo da je Dorygnathus pripadnik monofiletične potporodice Rhamphorhynchinae. Sljedeći kladogram prikazuje poziciju Dorygnathusa prema Andresu:
|  | Rhamphorhynchus |
|  |                 |
|  | Cacibupteryx    |
|  |                 |

|         | Harpactognathus                                                    |
|         |                                                                    |
| unnamed | \| \| Angustinaripterus \| \| \| \| \| \| Sericipterus \| \| \| \| |
|         | \| \| Angustinaripterus \| \| \| \| \| \| Sericipterus \| \| \| \| |
|         | Angustinaripterus                                                  |
|         |                                                                    |
|         | Sericipterus                                                       |
|         |                                                                    |

|  | Angustinaripterus |
|  |                   |
|  | Sericipterus      |
|  |                   |

|  | Rhamphorhynchus |
|  |                 |
|  | Cacibupteryx    |
|  |                 |

|         | Harpactognathus                                                    |
|         |                                                                    |
| unnamed | \| \| Angustinaripterus \| \| \| \| \| \| Sericipterus \| \| \| \| |
|         | \| \| Angustinaripterus \| \| \| \| \| \| Sericipterus \| \| \| \| |
|         | Angustinaripterus                                                  |
|         |                                                                    |
|         | Sericipterus                                                       |
|         |                                                                    |

|  | Angustinaripterus |
|  |                   |
|  | Sericipterus      |
|  |                   |

|  | Rhamphorhynchus |
|  |                 |
|  | Cacibupteryx    |
|  |                 |

|         | Harpactognathus                                                    |
|         |                                                                    |
| unnamed | \| \| Angustinaripterus \| \| \| \| \| \| Sericipterus \| \| \| \| |
|         | \| \| Angustinaripterus \| \| \| \| \| \| Sericipterus \| \| \| \| |
|         | Angustinaripterus                                                  |
|         |                                                                    |
|         | Sericipterus                                                       |
|         |                                                                    |

|  | Angustinaripterus |
|  |                   |
|  | Sericipterus      |
|  |                   |

|  | Rhamphorhynchus |
|  |                 |
|  | Cacibupteryx    |
|  |                 |

|         | Harpactognathus                                                    |
|         |                                                                    |
| unnamed | \| \| Angustinaripterus \| \| \| \| \| \| Sericipterus \| \| \| \| |
|         | \| \| Angustinaripterus \| \| \| \| \| \| Sericipterus \| \| \| \| |
|         | Angustinaripterus                                                  |
|         |                                                                    |
|         | Sericipterus                                                       |
|         |                                                                    |

|  | Angustinaripterus |
|  |                   |
|  | Sericipterus      |
|  |                   |